# Daniel Vega
Pour les articles homonymes, voir Vega (homonymie).
Daniel Vega est un footballeur argentin né le 3 juin 1984 à Cutral Có. Il joue au poste de gardien de but.

## Biographie
Avec l'équipe du CA River Plate, Vega dispute 57 matchs en première division argentine. Il participe également à la Copa Libertadores et à la Copa Sudamericana avec River.
Après un passage dans le championnat de Chypre, Vega joue ensuite deux saisons en NASL avec le Miami FC en 2016 et 2017. Après la dissolution de la Ligue, il évolue en 2018 avec le "Miami FC 2" en NPSL (championnat amateur), avant de trouver en août un accord avec les Rowdies de Tampa Bay, club évoluant en USL.